# MOL Aréna Sóstó
La MOL Aréna Sóstó è uno stadio multifunzionale situato a Székesfehérvár, in Ungheria. L'impianto ospita le partite casalinghe del Fehérvár.

## Inaugurazione

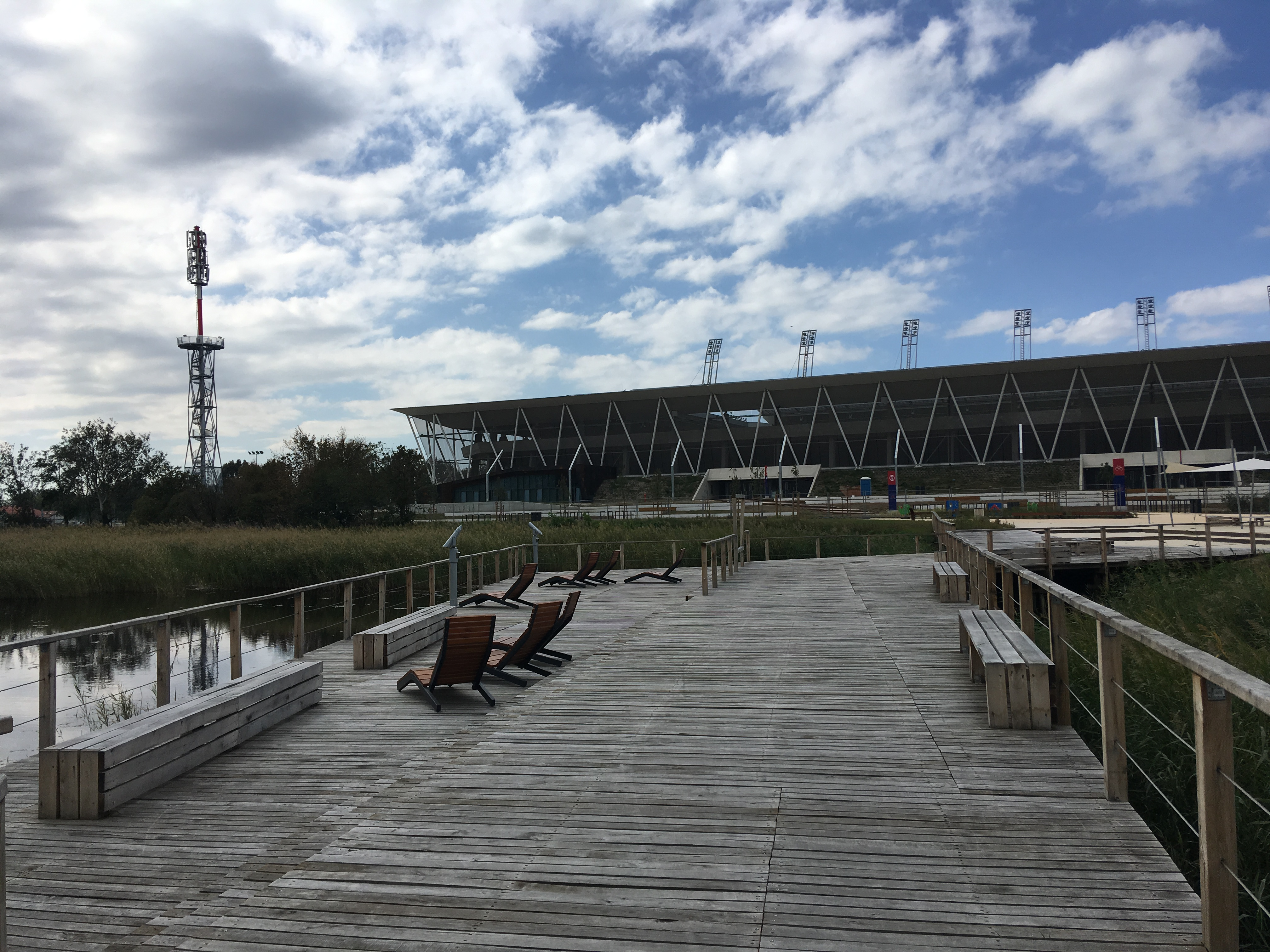
Lo stadio visto dall'esterno.

Lo stadio è stato inaugurato il 21 novembre 2018, in occasione della 6ª giornata della Nemzeti Bajnokság I: il MOL Vidi ebbe la meglio sull' Újpest per 1-0 e Roland Juhász siglò il gol della vittoria nonché primo gol segnato nel nuovo impianto.
Nel 2021 la MOL Aréna Sóstó è stata uno degli stadi che ha ospitato le partite del Campionato europeo di calcio Under-21 2021 svoltosi tra Ungheria e Slovenia.